# Menchhoffen
Menchhoffen je občina v departmaju Bas-Rhin francoske regije Alzacija.
Leta 1990 je v občini živelo 506 oseb oz. 119 oseb/km².